# Fortuny (Schiff)
Die Fortuny ist eine Ro-Pax-Fähre der spanischen Reederei Armas Trasmediterránea.

## Geschichte
Der Entwurf der Fähre stammte von der Werft Hijos de J. Barrera in Vigo. Die Compañía Trasmediterránea bestellte 1999 zwei Schiffe des Entwurfs für den Fährverkehr zu den Balearischen Inseln, von dem das eine, die frühere Sorolla, auf der Werft Hijos de J. Barrera und das andere auf der Werft Astilleros Españoles in Puerto Real gebaut wurde. Aus Astilleros Españoles wurde während der Bauzeit der Fähre durch Fusion mit Empresa Nacional Bazán die Werft Izar Construcciones Navales.
Die Fortuny wurde unter der Baunummer C-86 gebaut. Die Kiellegung fand am 28. Dezember 1999, der Stapellauf am 9. Dezember 2000 statt. Die Fertigstellung der Fähre erfolgte am 8. Juni 2001. Benannt ist das Schiff nach dem Maler Mariano Fortuny i Marsal.
Die Fähre wurde im Juni 2001 in Dienst gestellt und verkehrte von Valencia bzw. Barcelona nach Palma de Mallorca. Im Herbst 2002 verkehrte die Fähre einige Wochen von Cádiz zu den Kanarischen Inseln. Im Mai 2006 wurde mit der Fähre ein neuer Dienst zwischen Bilbao und Portsmouth aufgenommen, der allerdings bereits im Februar 2007 wieder eingestellt wurde. Das Schiff wurde anschließend wieder auf die Fährverbindung zu den Balearischen Inseln verlegt. Zeitweise verkehrte die Fähre auch auf anderen von Trasmediterránea bedienten Fährverbindungen, darunter zur spanischen Exklave Melilla.
Infolge der Übernahme der Mehrheit an Trasmediterránea durch die Grupo Naviera Armas wurde die Fähre Anfang Februar 2019 in Ciudad Autonoma Melilla umbenannt. Im April 2024 erhielt sie wieder ihren ursprünglichen Namen Fortuny. Seit Anfang 2025 verkehrt sie zwischen Las Palmas de Gran Canaria auf Gran Canaria und Arrecife auf Lanzarote sowie Agadir in Marokko.

## Technische Daten und Ausstattung
Die Fähre wird von vier Viertakt-Achtzylinder-Dieselmotoren des Typs Wärtsilä 8L46A mit jeweils 7240 kW Leistung angetrieben. Die Motoren wirken jeweils paarweise über Untersetzungsgetriebe auf zwei Verstellpropeller. Das Schiff ist mit zwei elektrisch mit jeweils 1000 kW Leistung angetriebenen Bugstrahlrudern ausgerüstet.
Für die Stromerzeugung stehen zwei von den Hauptmotoren mit jeweils 1570 kW Leistung angetriebene Leroy-Somer-Wellengeneratoren, drei von Wärtsilä-Dieselmotoren mit jeweils 1620 kW Leistung angetriebene Leroy-Somer-Generatoren sowie ein von einem MAN-Dieselmotor mit 514 kW Leistung angetriebener Generator zur Verfügung. Weiterhin wurde ein von einem MAN-Dieselmotor mit 250 kW Leistung angetriebener Notgenerator verbaut.
Die Fähre verfügt über drei Fahrzeugdecks auf den Decks 3, 5 und 6, wobei das Fahrzeugdeck auf Deck 6 teilweise höhenverstellbar ist. Die Zufahrt zu Deck 3 (Hauptdeck) erfolgt über zwei Heckrampen. Diese sind jeweils 18 m lang und 8,5 m breit. Die Heckrampen können mit 96 t belastet werden. Die Fahrzeugdecks sind durch Rampen an Bord miteinander verbunden. Auf den Fahrzeugdecks stehen 1809 Spurmeter zur Verfügung. Die nutzbare Höhe auf den Decks 3 und 5 beträgt 4,7 m, auf Deck 6 sind es 2,2 m.
Die Einrichtungen für die Passagiere sind auf den Decks 7 bis 9 untergebracht. Die Passagierskabinen befinden sich auf Deck 7. Insgesamt stehen 201 Kabinen zur Verfügung, darunter 32 Zweibett- und 165 Vierbettkabinen. Auf Deck 8 stehen Räume mit Ruhesesseln für die Passagiere zur Verfügung. Weiterhin befinden sich auf diesem Deck die öffentlichen Bereiche unter anderem mit Aufenthaltsräumen, einem Schnellrestaurant, einer Bar, einer Lounge für Lkw-Fahrer, einem Kino, einem Laden und einem Kinderspielbereich. Auf dem darüber liegenden Deck 9 befinden sich ein À-la-carte-Restaurant, eine Disco, ein Fitnessbereich, Sauna und Solarium sowie ein Swimmingpool. Im vorderen Bereich des Decks sind die Kabinen für die Schiffsbesatzung eingerichtet. Weiterhin befinden sich hier verschiedene Räume für den Schiffsbetrieb, beispielsweise Büroräume und technische Betriebsräume. Auf dem darüber liegenden Deck sind weitere Betriebsräume eingerichtet, im vorderen Bereich der Decksaufbauten befindet sich hier die Brücke. Die offenen Nocken gehen über die Schiffsbreite hinaus.
Das Schiff ist mit Flossenstabilisatoren ausgestattet.